# ジェロニモ・デ・ジェズス
ジェロニモ・デ・ジェズス・デ・カストロ（Jerónimo de Jesús de Castro、生年不詳 - 1601年10月6日）は、江戸時代初期の日本で宣教活動を行ったフランシスコ会の宣教師、神父。ポルトガル出身であるがスペイン人として活動したため、スペイン語読みでヘロニモ・デ・ヘススとも呼ばれる。　

## 略歴
1594年（文禄3年）平戸に来日。長崎や京都などで布教活動を行うが、1597年、豊臣秀吉による二十六聖人の殉教事件があると、同時にマニラへと追放されることとなった。しかし日本での布教を諦めず、1598年（慶長3年）密かに再来日を果たす。秀吉の死後は、新たに権力を得た徳川家康に接近し、家康もフィリピンやブラジルとの貿易を画策していたことからこれを承諾した。1599年には江戸に教会建設を認められ、関東地域でのキリスト教布教に大きな役割を果たした。同時に家康の期待に応え、1600年にはマニラへと戻って貿易の仲介役として働いている。翌年には再来日するが、その年の内に京都で客死した。